# كمال دهان
كمال دهان (مواليد 19 سبتمبر 1954، الجزائر العاصمة) هو مخرج وكاتب سيناريو جزائري بلجيكي.

## مسيرته
وُلد في 1955 في الجزائر العاصمة، ودرس السينما في معهد إنساس في بروكسل حيث يعيش. في عام 1984 قدم أول فيلم قصير له بعنوان «نجمة». أخرج بعد ذلك عددا من الأفلام الوثائقية، مثل فيلم «كاتب ياسين: الحب والثورة» سنة 1989؛ وفيلم «نساء الجزائر» سنة 1992.

## أعماله
- 1984: Le Théâtre brut (وثائقي)
- 1984: نجمة (فيلم قصير)
- 1988: كاتب ياسين: الحب والثورة (وثائقي)
- 1989: أوتومار كريجيا، مسرح من ربيع إلى آخر (وثائقي)
- 1991: آسيا جبار بين الظل والشمس (وثائقي) - بقع في المخزن (وثائقي)
- 1992: نساء الجزائر (وثائقي)
- 1995: بلادي في هدوء الصباح (وثائقي)
- 1996: Les Lobbies sortent de l'Ombre (وثائقي)
- 1997: Les Vigiles (فيلم روائي طويل)
- 1999: Algérie, des enfants parlent (وثائقي)
- 2004: المشتبه بهم (فيلم روائي طويل)

## روابط خارجية
- كمال دهان على موقع IMDb (الإنجليزية)
- كمال دهان على موقع قاعدة بيانات الأفلام العربية
- كمال دهان على موقع ألو سيني (الفرنسية)
- كمال دهان على موقع أول موفي (الإنجليزية)
- كمال دهان على موقع قاعدة بيانات الفيلم (الإنجليزية)
- كمال دهان على موقع كينوبويسك (الروسية)